# Вереміївка (Золотоніський район)
Веремі́ївка — село в Україні, у Золотоніському районі Черкаської області. Входить до складу Іркліївської сільської громади. Населення становить 1428 осіб.

## Назва
За однією версією, назва села походить від імені сина старости овруцького Михайла Вишневецького — Веремія (Яреми), за іншою — від імені першого поселенця — Веремія.

## Географія
Багато шляхів перетинало село у різних напрямках. Головною з них була Стовповий шлях, що прямував із заходу на схід через усі три села та проходив через їхні центри. Стовповим називався тому, що при ньому йшли стовпи телеграфного зв'язку. Наступним був Центральний шлях Вереміївки, що прямував від Порубльового узвозу через центр села на Білу Голову, де знаходилися перевалка та причал Богун. Третій — центральний тимченківський шлях, що йшов із Кривого узвозу через центр села і також на Білу Голову.
В центрі Вереміївки, перетинаються дві головних шляхи: Стовповий та Центральний та ще на північний захід відходить вуличка через куток Столиця на кутки Грицаївку та Довгалівку. Далі від центра цих шляхів відходить багато вуличок та провулків.
Водойми
Весняна повінь у Вереміївці ще називалася лукова вода, бо з'являлася з боку луків. Але перед цією водою була ще одна повінь, яка називалася горовою водою, бо бігла вона із гори, із степів. Головною гілкою протікання цієї води у Вереміївці були Баталейський та Крутий Яри, які сходяться в один та виходять до села біля Вереміївської бригади рибколгоспу імені Шмідта. Тут і розпочиналася протока — річка Свинотоп. Ця вода приходила, коли розпочиналося танення снігів. Вода текла шляхами, повністю розмиваючи їх та руйнуйчи на своєму шляху навіть містки. Крім негативних дій цієї води, була від неї користь рибалкам-любителям.
В Городському основна вода йшла із Бачина та чисельних проваль і узвозів. Збігала вона в Дібрівку, а потім попід містком на Стовповій дорозі ішла в Гузичівські болота. Інший потік ішов в Сеневе болото, де з'єднувався із вереміївським потоком і вода текла болотами до центра села, де попід Данилковим містком впадала у Свинотоп і разом з Вереміївською водою продовжувала шлях до Дніпра.
Біля Кітляревого містка, затоплюючи дорогу на Кислю, ішла в Гончарівське, Чубівське, Сухинівське болото. На Руденькому перетопляла дорогу Лани-Гарбузівка, йшла в Сідове болото, потім в Різовахи, Чокалоки і Бистрик.
Біля Гарбузівського містка води відходили в Різоваху і Бистрик, через Чокальки. Користь як від тієї, так і від іншої весняної води головна була в тому, ще вона добре зволожувала землі і урожай трав був значно кращий, ніж тоді, коли левадні луки не затоплялися, якщо зима була малосніжна.

## Топоніми
Село Вереміївка складалося з кутків, які в давнину називалися десятками, яких тут було аж 15. Це було тоді, коли на кутку було по десятку хат. Коли ж їх стали сотні, то стали зватися кутками. На чолі десятка був десяцький, або десятник. Коли утворилися сільські ради, посаду десятника замінив член сільської Ради.
Кутки (десятки)
- Столиця;
- Городський;
- Бражне;
- Запіски;
- Сенівка;
- Баталей;
- Нечаївка;
- Пасішне;
- Тимченки;
- Погоріле;
- Заболото;
- Миклашівка;
- Гарбузівка;
- Лани;
- Стовповівка;
- Степовий, на часі колективізації ліквідований через заселення степових хуторів. Так в яру утворився хутір Баталей.

У 1936 році с. Вереміївка було поділено на три села. Межі поділу йшли від гори до Дніпра. Село Тимченки на заході від Москаленок. Сюди увійшли кутки Пасішне, Тимченки, Погоріле і хутір Баталей. Село Вереміївка в центрі із кутками Баталей, Нечаївка, яка була перейменована у Ворошилівку, бо там було створено колгосп імені К. Ворошилова. Наступні кутки — Сенівка, Колодівка, Довгалевка, Столиця, Бражне, Заболото і Біла Голова. Село Городське на сході Вереміївки від Гусиного і Жовнина із кутками Запіски, Городський, Стовповівка, Лани, Гарбузівка і Миклашівка.
Кожний куток в свою чергу поділявся на ряд дрібних кутків. Тоді, село Вереміївка поділялася на хутори:
- Баталей, що поділявся у свою чергу на кутки Канівцівка, Барабашівка, Чехунівщина, Павленківщина;
- Нечаївка (Ворошлівка) — на кутки Підгора, Гнидівка, Кулешівка, Редьківка, Проскурівка;
- Сенівка — на кутки Колодівка, Баюнівка, Матня, Душейки, Бреусівка;
- Бражне — на кутки Столиця, Кисля;
- Заболото — на кутки Курган, Вовчий хутір, Следі.

Урочища
- Барабашівка
- Берези
- Бурисенкове
- Вовкова гребля
- Горинівщина
- Кавкове
- Казидуби
- Каракуми
- Кириківщина
- Кисля
- Кладки
- Кононівщина
- Кукали
- Курган
- Липанівка
- Лізки
- Лужок
- Любківське провалля
- Матня
- Михайлівське провалля
- Оголівщина
- Попівщина
- Попова левада
- Порубльове провалля
- Сахнівщина
- Сеніве глибоке провалля
- Сеніве мілке провалля
- Соша
- У рябого стовпа
- Чехунівщина
- Шелюги

## Історія
Перша згадка про село датується 1612 роком.
В одному з кутків старої Вереміївки, Миклашівці, ще до затоплення «Кременчуцьким морем», виявлені сліди поселень, датованих VII—IX століттями, хоча випадкові знахідки, що вимиваються дніпровськими хвилями на берег з дна рукотворного моря, засвідчують значно раніше заселення цих земель.

### Під Литвою та Польщею
За часів правління великого князя литовського Жигимонта І на українських землях були утворені староства, зокрема й Канівсько-Черкаське староство, до якого було прилучено Задніпрянщину, у тому числі й Посулля. Саме тоді на більш вигідних для ведення господарства землях виникли нові поселення: Вереміївка, Кліщинці, Матвіївка та багато інших.
25 серпня 1512 року овруцький підстароста Михайло Павша заповів Київському Пустинно-Микільському монастирю маєток Клим'ятин (урочище Кліматичі), де було містечко Жовнин. На підставі цього тестаменту (заповіту) польський король Сигізмунд I Старий 1514 року на прохання монастиря затвердив за ним це володіння.
23 вересня 1554 року черкаський і канівський староста Оникій Горностай дав на користь Київського Пустинно-Миколаївського монастиря «ввідний запис» на володіння урочищами й угіддями з бобровими гонами й рибною ловлею по Дніпру від Вереміївських поселень до Недогарків під Кременчуком:
Я, Аникій Горностай, «при тых всех угодьях с урочища Быстрица аж до Ердани, Игумена Алексея и всю братию заставил»
.
Бистриця — урочище у Вереміївці, Єрдань (Йордан) — річка в Недогарках, себто 60 верст угідь в плавнях Сули.
Після підписання 1 липня 1569 року Люблінської унії, Королівство Польське та Велике князівство Литовське об'єдналися в єдину федеративну державу — Річ Посполиту, яку очолив польський король Сигізмунд II Август. Українські землі, що увійшли до складу Польщі, були поділені на
воєводства. Вереміївка опинилася у складі Київського воєводства Речі Посполитої.
1578 року король Стефан Баторій дає в нагороду за військові подвиги черкаському боярину Михайлу Байбузі (Грибуновичу), нащадокові правителів Золотої Орди Мамая та Чингізхана, «пустыню к осаждению людьми» (для заселення), що простяглася від верхів'я Сули до гирла Дніпра. Та Байбузі не довелося довго користуватися щедрим королівським даром, оскільки, згодом ці володіння були відібрані Вишневецьким і віттоді увійшли до Вишневеччини. 1582 року староста черкаський, князь Михайло Вишневецький силою відібрав у Байбузи сульські володіння. 1584 року Михайло помирає і лише 1590 року Варшавський сейм затвердив право власності на Посулля за його сином — старостою канівським Олександром Вишневецьким. Він дружні стосунки з козаками, але жага розширення та розбудови нових земель не давали спокою князеві, що вимагало чималих коштів і призвело до конфлікту з козаками. У 1590 році він провів оборудку, завдяки якій начебто «придбав» маєток Криштофа Косинського на Київщині і відразу перепродав ці землі князю Янушу Острозькому. Це призвело до двох козацьких повстань під проводом Косинського, під час останнього — у 1593 році, Косинського за наказом Олександра Вишневецького було підступно вбито, а вже за рік помирає й сам князь, не лишаючи по собі нащадків. Після смерті його маєтки перейшли у спадок рідному його братові — старості овруцькому Михайлові Вишневецькому. 17 серпня 1612 року, у Лубнах, у Михайла Вишневецького народився син Веремій. Тому власник вирішив увічнити ім'я нащадка роду Вишневецьких. З цією метою було об'єднано всі новоутворені поселення по річці Свинотоп (інша назва — протока Попова річка), у єдине село — Вереміївку. Після смерті Михайла Вишневецького, Люблінський трибунал постановою, закріплює землі Посулля за його вдовою — Раїною Вишневецькою: «…замок і мєсто Лубни, зо всємі футорами, яко теж і іншиє замки і мєста». У цьому документі при переліку населений пунктів згадується й село Гусине, що на заході межувало з Вереміївкою. 1630 року Вишневеччина перейшла у власність Яреми Вишневецького і орієнтовно у 1630-х роках у Вереміївці було споруджено фортецю, що розташовувалася в межах сучасної центральної частини села (куток Столиця). Укріплення збудовані були на мисоподібному виступі лівого берегу заболоченої річки Свинотоп. Південніше фортеці була збудована гребля-загата, яка затримувала стік води. Саме тому військовий інженер Даніїл де Боскет у 1740-х роках на своїй мапі зобразив повноводне озеро. На жаль до наших днів фортеця не збереглася.
У 1641 році у Вереміївці налічувалось 327 дворів, а від 1653 року Вереміївка згадується як містечко.

### Хмельниччина
Під час селянсько-козацького повстання під проводом Богдана Хмельницького, а саме влітку 1648 року у складі Іркліївського полку, яким командував полковник Михайло Телюченко, виникло чотири сотні, серед яких була й Вереміївська сотня. Після його ліквідації, згідно умов Зборівського договору, 16 жовтня 1649 року була Вереміївська сотня (сотник Рева), чисельністю у 181 козака, увійшла до складу Кропивнянського полку, яким командував полковник прилуцький, черкаський і кропивнянський Филон Джалалій й перебувала там до 1658 року.
Іркліївський полк був відновлений 1658 року. Протягом 1658—1661 років Вереміївська сотня була адміністративною одиницею відновленого Іркліївського полку, у 1661—1663 роках — Кременчуцького полку, а у 1663—1667 року — у складі Чигиринського полку. За Андрусівською угодою 1667 року сотня відійшла до лівобережного гетьманату та була включена Іваном Брюховецьким до складу Лубенського полку. Під час адміністративної реформи, яку провів наприкінці 1672 року гетьман Іван Самойлович, Вереміївська сотня була ліквідована, а її адміністративна територія увійшла до Чигирин-Дібровської сотні. До неї відійшло і містечко Вереміївка (власне Єреміївка — вотчина князя Єремії Вишневецького).

### Під владою Царської Росії
1764 року указом цариці Катерини II було скасувала гетьманську владу і в Глухові відновила діяльність Малоросійської колегії, що складалася з 4 великоросіян та 4 малоросіян під представництвом генерал-губернатора графа П. О. Румянцева. Малоросійську колегію було наділено правом управління колишніми козацькими землями. Ще 4 листопада 1763 року цариця видала указ про перепис (або ж ревізію) в Малоросії. Метою проведення перепису населення, господарств було збільшення податків, покращення їх збору, а також проводилася з метою подальшого закріпачення селян Лівобережної України. Закріплювалася земля за можновладцями, у яких не завжди були юридичні документи на землеволодіння, санкціонувалася фактична влада панів над селянами. Селян записували на тому місці, де вони перебували на час проведення ревізії.
Перепис розпочався у жовтні 1765 року і тривав до 10 лютого 1769 року, коли за наказом графа Рум'янцева перепис було припинено через початок російсько-турецької війни. Матеріали цього перепису не збереглися, але відомо, що Вереміївка на той час належала до першої Чигрин-Дібровської сотні Лубенського полку.
Взимку 1768—1769 років кримські татари під орудою турецького султана, вчинили напад на Україну, пройшли обома берегами Дніпра аж до Прилук. Завдали вони лиха й Вереміївці.
1775 року була знищена Запорозька Січ, відповідно до того доживало свої останні дні й українське козацтво, поступово втрачаючи свої звичаї, побут, організацію та значення. Того ж року у Вереміївці збудована церква Святого Миколая (Миколаївська церква). Указом від 16 вересня 1781 року ліквідовувався полковий устрій, ділилась Україна на губернії, а услід за цим були ліквідовані й останні козачі полки, яких було 10, а на їх заміну було створено карабінерні полки регулярної російської армії.
1782 року указом Катерини II був ліквідований полковий адміністративний поділ та введено намісництво і повіти. Вереміївка відійшла до складу Городищенського (Градизького) повіту Київського намісництва, до якого ввійшли Київський, Переяславський, Лубенський, Миргородський, частина Прилуцького та Гадяцького полків.
Є на мапі 1787 року.
1787 року було зроблено опис Київського намісництва та його повітів з докладними картами цих повітів. В описові було вказано віддаль між містами Золотоноша та Городище — 91 верства. Подано опис поштових станів Золотоноша — 3000 коней, Іркліїв — 20 коней, Вереміївка — 18 коней, Чигрин-Діброва — 23 коней… На поштових станах для кур'єрських посилок розставлені згідно з указом коні.
Щодо ярмарків, та в містечку Чигрин-Діброві проводилося 3 одноденних, у Вереміївці — 4 шестиденних, Жовнині — 2 чотириденних… З цього слідує, що Вереміївка мала значні переваги. Серед сіл значиться Вереміївка, Митлашівка, Погоріле, тобто два останніх, на той час, були окремими селами.
1796 року в межах колишніх земель Війська Запорозького була утворена Малоросійська губернія, яка існувала до 1802 року, куди увійшла й Вереміївка. 1802 року відбулася чергова адміністративна реформа, за якою з Малоросійської губернії було створено декілька губерній, у тому числі й Полтавську, до якої належало й волосне містечко Вереміївка, але у складі Золотоніського повіту.
На початку XIX століття пан Облонський із засульського містечка Оболоні (нині — Полтавська область) викупив у монастиря вереміївську економію з 630 ревізськими душами, з розрахунком на те, що селяни будуть обробляти вереміївський та облонський (оболонський) маєтки. Згодом пан Облонський програв Вереміївку разом з селянами пану Погоді з Горошина. Пан Погода, не приділяв особливої уваги вереміївському маєтку, оскільки у нього були інші великі маєтки, зокрема в Горошині, де він й мешкав. Для зручності управління він ввів для вереміївців натуральний податок, данину продуктами традиційного натурального господарства або ж оброк.
У 1838 році Вереміївську економію у пана Погоди викупив надвірний радник Гліб Нечаєв, якого у Вереміївці називали — пан Нечай, родом був Катеринославщини, де мав власний маєток. Його маєток, цегельня та винокурня у Вереміївці знаходилися поблизу озера Сажанка.
19 лютого 1861 року російський імператор Олександр II вимушений був видати Маніфест і серію законів про скасування кріпацтва. За певний час його оголошували народу по селах. Так, у Вереміївці мировий посередник Оріховський вичитав царський маніфест, за яким всім оголошувалась воля та надавалися земельні наділи по 8,5 десятин, 1 десятина садиби та 2,5 десятини степу, але селяни відмовлялися брати землю через те, що викуп за неї розтягувався на 50 років.
1863 року у Вереміївці працювало чотири заводи — три селітрових, що виробляли порох та панська цегельня.
До 1900 року в старому центрі села знаходилися Причиська (Пречистенська, Успенська), Миколаївська і Варвари; єврейська синагога, волость, зборні — Нечаївська і Казенна, будинок та млин пана Твердохліба, багато шинків та магазинів, ветеринарна лікарня, будинки попів, лікарня та інші будівлі. Були і двоповерхові будинки пана Нечая та панський маєток.
За болотом знаходилася Спаська (Преображенська) церква та пошта. На лівому березі річки за кілометр від старого центру була ярмаркова площа і козача зборня та земська школа. Після 1900 року побудували нову волость біля ярмаркової площі, тут же була збудована і лікарня. І це місце стали вважати новим центром. Був ще тут паровий млин єврея Шарінова на прізвисько Левиця. На старому базарі, що був у центрі села (куток Городський) на дворищі Бондаренка, у спеціальному приміщенні містилася ветеринарна лікарня, якою тривалий час завідував Стадник Корній Григорович.
Російський дослідник Петро Семенов-Тянь-Шанський у 1903 році в сьомому томі «Малоросія» багатотомного видання «Росія. Повний географічний опис нашої батьківщини» подає наступну характеристику Вереміївці: «Наступна пристань Богун на 235-й верстві від Києва, верствах в 5 від берега лежить людне волосне містечко Вереміївка. Тут більше 12 тисяч жителів, 4 православні церкви, декілька лавок, щотижневий базар, три ярмарки і до 70 вітряних млинів. В селі дуже було розвинуте чумацтво».
У 1905 році у Вереміївці населення було 16 тисяч осіб, яка за чисельністю населення у півтори рази перевищувала цей показник у порівнянні з повітовим містом Золотоноша та іншими містами Полтавщини. На весні 1905 року народ був страшенно невдоволений подіями у російсько-японській війні, через програну російським військом битву за фортецю Порт-Артур, подальших поразок війська на фронті і відповідно економічною ситуацією в країні. Згодом у Росії склалася революційна ситуація, що ускладнило подальше ведення війни. Відбулися революційні виступи у Вереміївці, так звана «Вереміївська буча», що тривала протягом 29-30 червня 1905 року. Під час погрому були розбито 20 лавок і магазинів та 2 будинки, що належали місцевим юдеям, приміщення волості, було вбито декілька людей. 30 червня по полудню до села з Кременчука прибула козача сотня, а із Золотоноші — солдати. Вийшла тоді зі своїх схованок поліція та євреї й за доносами правдивими та не зовсім розпочалися масові арешти селян. Над арештованими сильно знущалися, били, катували. Суд над 73-ма учасниками бучі відбувся у Золотоноші між 29 жовтня та 7 листопада 1907 року. Судила Харківська судова палата, що винесла вирок 24-ом учасникам по найвищій статті — відбування покарання у в'язниці терміном від двох місяців до двох років.
Згідно зі статистичними даними поданими в «Алфавітному покажчику населення пунктів Полтавської губернії за 1910 рік», містечко Вереміївка, на той час, мало 1565 дворів, де мешкало 8872 особи. 1910 року місцевим євреєм Шаріновим (Левицею) у Вереміївці був збудований перший млин з паровим двигуном. У млині було: два вальцьових станка, 1 бурат — розсівав борошно, шеретовка (пшона) та дробарка. Машиністом був Руденко Пилип Іванович. Поряд була й парова олійниця братів-євреїв Менделя та Мейшена Юхвинів. Поділ за професіями був наступним: теслярів — 55, кравців — 29 (24 чоловіки та 5 жінок), шевців — 30, пилярів — 8, столярів — 12, ковалів — 11, слюсарів — 1, чинбарів — 3, кушнірів — 2, прядильниць-ткачів — 14 (3 чоловіки та 11 жінок), мірошників — 13, візників — 12, поденників (тимчасових працівників) — 251 (144 чоловіки та 107 жінок), рибалок — 4, тих, що роблять гармонії — 1, інші — 54 чоловіки та 6 жінок.
Інший механічний паровий млин був у пана Твердохліба, збудований у 1912 році. Запускали млин запрошені майстри, але не вийшло у них запустили двигун «Вестенгаузен». Тоді пан Твердохліб запросив до себе Руденка Пилипа, з яким познайомився ще під час роботи на заводі у Херсоні і Руденко запустив того двигуна. Оскільки в Руденка у млині Левиці був добрий помічник — Кирило Захарович Микитенко (Яковина), котрий став машиністом млина Левиці, а сам Пилип Іванович перейшов працювати до Твердохліба, який збільшив йому платню. Після Руденка машиністом млину працював Микита Муха із Погорілого.
1916 року пан Твердохліб продав будинок та млин землеміру Ткаченку Йосипу Семеновичу з Мозоліївки. Новий власник привіз із собою двох машиністів, але вони теж не змогли запустити цього двигуна. Тому Руденку знову довелося працювати на ньому.
На часі листопадових подій 1917 року Ткаченко виїхав з Вереміївки, а млин перейшов до сільгосптовариства. Попрацював цей млин, доки був матеріал, а потім забрали його за розпорядженням губвиконкому. В цьому млині було 2 станки вальців, 2 постаменти каменів, дробарка, шеретовка на просо та гречку, а також олійниця. Паровий млин Шарінова слугував вереміївцям, майже до переселення, хоча останні роки перебував у аварійному стані.

### На часі визвольних змагань 1917—1920 років
У часи національно-визвольних змагань 1917—1920-х років село Вереміївка дало Україні багатьох славних лицарів. Волю свого народу у бою під Крутами у січні 1918 року боронив Іван Шарий, тоді ще студент університету Святого Володимира в Києві, а пізніше вчитель та директор Вереміївської школи, науковий працівник, заступник директора Будинку вчених у Києві. Він був одним із тих крутянців, що чудом врятувалися поранені, але з однією метою — продовжити подальшу боротьбу — перемогти або згинути. 19-річного комбрига Антона Шарого-Богунського, розстріляного за наказом одного з організаторів Червоної армії Лейби Бронштейна (Троцького) в Кременчуці 31 липня 1919 року; отамана Вереміївської сотні Чигиринського полку Панаса Келеберду (повстанський загін Келеберди діяв у Золотоніському, Хорольському, Лубенському, Кременчуцькому повітах Полтавської губернії і на 1920 рік налічував до 400 шабель), а Келеберда загинув неподалік с. Жовнине в бою з червоними у серпні 1920 року); командира Наддніпрянського партизанського загону Івана Савченка-Нагірного, розстріляного працівниками НКВС в Полтавській тюрмі 20 грудня 1923 року.

### Радянський період
На початку 1920-х роках Вереміївка стала районним центром. 1921 року Чехівським Михайлом Йосиповичем було організовано сільське споживче товариство або ж споживспілку. 1923 року спорудили приміщення сільського клубу, який називали «Бендюковою церквою», через те, що її будував Яременко П. П., що мав прізвисько Бендюк. У 1927—1928 роках здане в експлуатацію цегляні приміщення нової школи, сільської ради та декількох магазинів, а у приміщенні колишньої козачої зборні відкрили аптеку. Наприкінці серпня 1928 року районний центр перенесли до Жовнина, а приміщення вже колишньої сільської ради передали лікарні.
В селі ще залишилася ветеринарна лікарня, якою у 1925—1937 роках керував Миролюбов Михайло Миколайович. 1937 року його заарештовано через спалах епідемії сибірської язви в колгоспі імені Кагановича. При Миролюбову ветфельдшером був Казидуб (Лила) Михайло Харлампійович, на прізвисько Велька, а ветсанітаром був Душейко Лука Степанович. У 1943 році ветлікарню очолила Чехун Антоніна Максимівна, а у війну, у 1944 році, ветлікарню прийняв Лисун Андрій Михайлович. Одними з останніх ветлікарів був Атамась Михайло Григорович, а на горі — Дмитренко Марія Пантелеймонівна. На той час при кожному колгоспі були ветеринарні санітари, які були підпорядковані ветлікарні, хоч платню отримували від колгоспів, бо там вони працювали.
На часі колективізації на кожному кутку села, а де на двох, було утворено колгосп. В різний час у Вереміївці діяли колгоспи:
- імені С. Будьонного діяв на хуторі Баталей і керував ним до війни Душейко Данило Семенович, по війні — Казидуб Григорій Павлович; від 1948 року — Зобенько Іван Васильович. Від 1950 року — знов Казидуб Григорій Павлович.
- імені К. Ворошилова діяв на хуторі Нечаївка (Ворошилівка) і керував ним до війни — Заїка Карпо Іванович, а по війні — Черкащенко Петро Іванович.
- «Шлях до культури» діяв на хуторі Сенівка і керував ним до війни — Зима Йосип Михайлович, а по війні — Головко Григорій Михайлович.
- імені Й. Сталіна діяв на хуторі Бражне і керував ним до війни — Гончар Федір Іванович, а по війні — Савченко.
- імені В. Леніна діяв на хуторі Заболото, яким почергово керували Фільшин Євгеній Григорович, Головко Григорій Михайлович, Зобенько Максим Іванович.

1934 року був збудоване нове приміщення сільського клубу через те, що приміщення старого клубу було, на той час, у аварійному стані. Перед самим початком війни в центрі села було споруджено новий місток через заболочену річечку Свинотоп, а старий, так званий, Кітлярів місток, був знищений водою під час весняної повені. Під час масового переселення селян з зони затоплення, часто доводилося руйнувати приміщення та переносити майно з трьох шкільних приміщень, клубу, трьох лікарняних приміщень, 8 магазинів, аптеки, контори кооперації, будинку державного племінного розплідника, художньої артілі їм. Лесі Українки та усе, що було у господарчих будівлях, що були при цих установах. Через дорогу від сільської ради був магазин рибколгоспу імені П. Шмідта, а з іншого кінця центру — колишнє приміщення держмайна. Старий і новий центри, або ж «два базари», поєднували між собою три Кандибині містки, названі так через те, що просто поруч цих містків мешкав коваль Данило Кандиба. Ще до війни, на базарній площі, був мисливський магазин, куди здавали шкіри різних звірів, навіть водяних щурів. Там мисливцям видавали дріб, порох і все інше, необхідне для полювання.
З початком німецько-радянської війни, близько 1250 односельців пішли на фронт. Від листопада 1941 року, після окупації села німецькими військами, у приміщенні сільської школи був організований та діяв підпільний шпиталь для поранених радянських військових, що опинилися в оточенні і керував ним військовий лікар, юрист за фахом Леонід Силін. Основною вимогою для існування цього шпиталю, висунутою окупаційною владою — заборона утримувати в шпиталі поранених командирів Червоної Армії, комуністів, євреїв та росіян і через це медичний персонал шпиталю усіх новоприбулих поранених оформляв під українськими прізвищами. Силін сподівався з часом, коли поранені зміцніють, всім шпиталем піти в ліси і партизанити. Поступово персонал госпіталю став переходити до підпільної боротьби з окупантами. Вдалося дістати радіоприймач та слухати зведення Радінформбюро. Правда про події на фронтах поширювалася не тільки в госпіталі, але і серед місцевих жителів. З продовольчих складів окупаційних військ стали зникати мішки з борошном, а у поліцаїв — зброя. Але подвійну гру Силіна було викрито і у ніч на 2 березня 1942 року в шпиталі проведено ретельну перевірку та серед поранених виявили командирів Червоної Армії, комуністів, євреїв та росіян. Всьому персоналу шпиталю за порушення інструкції загрожував розстріл. 3 березня, близько 40 відібраних гітлерівцями поранених та лікарів перевезли з Вереміївки до Кременчуцького табору військовополонених. Леоніда Андрійовича Силіна розстріляли 7 березня 1942 року разом з лікарями Портновим та Геккером, пораненим підполковником К. Н. Богородицьким та іншими. Село відвойоване старими  окупантами 27 вересня 1943 року.
У 1950-х роках будівництво Кременчуцької ГЕС на Дніпрі стало основно причиною затоплення 53 населених пунктів уздовж русла Дніпра та примусового переселення мешканців цих сіл протягом 1956—1959 років до Черкаської, Полтавської, Херсонської та інших областей. Одної з них була Вереміївка. Підготовка території до затоплення тривала декілька років. Для цього були створені  оціночні комісії з переселення при виконкомах місцевих рад. На кожен двір, що підлягав затопленню заповнювали інвентаризаційні картки, у яких містився опис садиби з планом та ескізною схемою садиби, перелік та розміри господарських приміщень тощо. На основі цих карток згодом виплачувалися матеріальні відшкодування за втрачене майно, а сума складала 7-10 тисяч карбованців.
Безпосередньо перед затопленням, у 1955 та 1960-х роках, у Вереміївці працювала комплексна експедиція інституту мистецтвознавства, фольклористики та етнології імені М. Т. Рильського НАН України під керівництвом фольклориста Федора Лаврова, яка зібрала велику кількість матеріалів з фольклору та етнографії, зокрема, народних оповідань, казок, соціально-побутових та обрядових пісень, світлин вереміївського весілля та інтер'єрів будинків, що нині зберігаються в науковому архіві інституту.
Наприкінці 1950-х років колгоспи, що діяли у Вереміївці були об'єднані в один колгосп імені Ілліча, що згодом став радгоспом «Вереміївський», яким керував Зобенько Іван Васильович. Радгосп спеціалізувався на вирощуванні зернових та технічних культур, а також розвинуте м'ясомолочне тваринництво. 1 серпня 1957 року головним зоотехніком укрупненого колгоспу призначено Колінька Івана Івановича.
27 січня 1964 року, враховуючи клопотання жителів сіл Вереміївки, Жовниного, Кліщинців, Тимченків Глобинського району Полтавської області, їх територію включено до складу Золотоніського району, а від січня 1965 року — у складі Чорнобаївського району Черкаської області.

## Пам'ятники, меморіали, пам'ятні таблиці
- Панно військовому лікарю Л. А. Силіну — організатору підпільного шпиталю для радянських військовополонених у Вереміївці на часі німецької окупації (1941—1943), встановлене на фасаді Вереміївської середньої школи[15].
- 2002 року на фасаді Вереміївської школи (нині — НВК) встановлено пам'ятну таблицю на честь Лукирича Володимира Гавриловича — багатолітнього директора цього навчального закладу[20].
- Обеліск Слави воїнам-визволителям.
- Пам'ятник Невідомому солдату.

## Церковне життя
В часи Київської Русі була церква на Митлашівці, коли та була центром вереміївських поселень. Вона була споруджена стараннями ченців Київського Пустинно-Миколаївського монастиря, але була знищена татарами під час одного з набігів. за часів Вишневеччини була збудована Преображенська (Спаська) церква, на березі вузенької річечки Свинотоп, де пізніше була кузня Данила Кандиби, від імені якого пішла назва цих чотирьох містків — Данилкові містки. У той час розпочалося масове будівництво церков на Полтавщині і саме тоді була збудована дерев'яна — Яричиська (Успенська) церква.
1775 року, коли за вказівкою Катерини II була розгромлена Запорізька Січ, багато козаків-запорожців оселилося у Вереміївці. У тому ж році вони і збудували собі невеличкий храм — Миколаївську церкву. Наприкінці XVIII століття, через непридатність старого будівлі Преображенської церкви для проведення богослужінь, його було розібрано, а нову було споруджено на старому цвинтарі. У 1859 та 1863 роках згадується у Вереміївці про три дерев'яних православних церкви.
1892 року Преображенська церква була знову перебудована на новому місці — вже навпроти старого цвинтаря, але з іншого боку дороги. Приміщення старої церкви було розібрано, а залишалася лише дзвіниця від неї. Але 1903 року дзвіницю було також розібрано та прибудовано до нової Преображенської (Спаської) церкви, яка стала відтоді шестибанною.
Крім цих трьох церков у центрі, була ще збудована Гусарова церква на східній околиці села, де останнім часом був цвинтар кутка Городського. Ця церква була побудована на кошти купця Юнакова, що мав в селі прізвисько Гусар. 24 жовтня 1918 року згоріла Гусарова церква.
Від того часу у Вереміївці офіційно діяло три церкви. У Причиській та Спаській церквах служило по 2 священики та 2 дяки, а в Миколаївській — священник та дяк. При кожній церкві були старости, церковно-приходські опікунства, церковно-парафіяльні школи, школи грамоти та земська школа, церковні бібліотеки. Кожній церкві належала земля присадибна і різна, якої при кожній церкві було по 33 десятини. У Спаській церкві церковним старостою був козак Гаврило Якович Казидуб.
Слід зазначити ще одне церковне приміщення, яке було побудовано на кутку Пасішне під горою на кладовищі, яке в народі називали Титовичеве кладовище і Титовичева церква. Тит Пантелеймонович Чехівський відпустив своєї землі для кладовища і побудував за свій кошт невеличку кладовищенську церкву.
У 1980-х роках була перебудована Миколаївська церква й у зміненому вигляді збереглася дотепер.
2 червня 2018 року до Вереміївки завітав архієпископ Полтавський і Кременчуцький Федір, щоб благословити церкву Пророка Ієремії, будівництво якої триває близько 4 років. Він провів молебень та освятив хрест, який встановили на куполі храму.

## Інфраструктура

### Освіта
У селі до 2006 року працювала Вереміївської загальноосвітня школа I-III ступенів, а для найменших мешканців села працював дошкільний навчальний заклад. 2006 року шляхом об'єднання цих двох навчальних закладів створено Вереміївський навчально-виховний комплекс «Дошкільний навчальний заклад — загальноосвітня школа I-III ступенів» Чорнобаївської районної ради Черкаської області (директор Ткаченко Валентина Андріївна).
Дошкільна освіта
У 1930—1950-х роках дитячі садки були на утриманні колгоспів і виховувалися там лише діти працівників колгоспу. Дітей від трьох-чотирьох місяців віддавали у ясла грудного віку, де за ними гляділи няні, а мами, що працювали на полі або на фермі прибігали до малечі аби погодувати і назад бігла до праці. Під час переселення села дитячий садочок був на колгоспному дворі Ворошилівської бригади, а саме у приміщенні, де одну частину займав пташник, у другій — садочок. Під час переселення садочок містився у новому приміщенні, збудованому колгоспом імені Постишева. Причому, для дітей мали свого роду однострій — дівчатка були одягнуті у платтячка, а хлопці в костюмчики і всі були одного кольору та виду. У 1960—1962 роках у садочку було 4 групи, які відвідувало 120 дітей. Першої завідувачкою садка була Ганноцька Ярина Гаврилівна.
1983 року на місці старого садочку було збудовано новий двоповерховий будинок садочку. У різні роки там працювали завідувачами Ткаченко Валентина Андріївна, Стадник Ніна Василівна, Приходько Катерина Олексіївна, Тарануха Олена Олексіївна.
До 1990 року в приміщенні садочку навчалися учні перших класів місцевої школи.
Шкільництво: історія та сучасність
За даними, взятими з «Пам'ятної книги Полтавської губернії» за 1865 рік бачимо, що у 1860 році з'явились перші церковні школи в містечках Вереміївці та Жовнині. Вони називалися сільськими училищами. У Вереміївському сільському училищі навчалося у 1860 році 125 дітей, 1861 році — 130, 1862 році — 160, 1863 році — 173 дітей. Причому навчалися лише хлопчики, дівчат не було в школах. Також в селі діяла однокласна церковно-парафіяльна школа.
У 1864 році земською реформою було утворено земство (місцеве самоуправління), яке створило і земські школи. Це були початкові школи царської Росії в сільській місцевості, які утримувались на кошти земств, бо царський уряд не виділяв коштів на їх утримання. Він всіляко намагався загальмувати їх діяльність, бо вбачав у них осередок пропаганди ліберальних ідей та підрив підвалин самодержавства. Але під впливом демократичного руху царський уряд змушений був іти на поступки. Саме тоді, у вереміївській земській школі стало навчатися 20 дівчаток, для яких вхід до парафіяльних шкіл був зачинений й надалі, загальна чисельність — 175 учнів.
У статистичному списку Полтавської губернії за 1900 рік, подається інформація, що у самій Вереміївці є дві земських школи та одна церковно-парафіяльна. 1906 року у Вереміївці споруджено будівлю нової чотирикласної земської школи, що стояла на тому місці до переселення.
Інша земська школа була відкрита для дівчат та розташовувалася поблизу Преображенської (Спаської) церкви, але через те, що дівчаток ходило до школи небагато, то за короткий школу закрили. Тоді дівчата навчалися разом з хлопцями, але лише до Різдва, а потім пряли. Хлопці, здебільшого не закінчували повного курсу школи, бо треба було пасти худобу та допомагати батькам по господарці. Основним завданням було для таких дітей — навчитися грамоти: читати і писати, щоб, як піде до армії, то міг би написати листа. А дівчатам і зовсім освіта була зайвою, оскільки вони не йшли до війська. Так думало більшість батьків цих учнів.
За радянських часів, а саме у 1936 році Вереміївку розділено на три села — Вереміївка, Тимченки, Городське. 1937 року у Вереміївці відкрита двоповерхова будівля середньої школи, яку місцеві називали «червоною» школою через колір цегли з якої вона була збудована (за стильовими ознаками, ймовірно, за проектом відомого українського маляра, архітектора, графіка Василя Кричевського). На тому місці школа проіснувала до переселення 1959 року. 1956 року майбутнім переселенцям офіційно було оголошено про «плани партії», а 1961 року водосховище було повністю заповнене.
Перед переселенням приміщення шкіл були розібрані і з цих будматеріалів на новому були збудовані приміщення майстерні та три будиночки під помешкання для вчителів. Новий 1959—1960 навчальний рік було розпочато саме у цих новозбудованих приміщеннях. Навчальний процес проходив у дві зміни, оскільки, у школі було 17 класів з чисельністю у 439 учнів. У третю зміну діяла вечірня школа для робітничої сільської молоді. Після переселення і до 1988 року старші класи Вереміївської школи відвідували також і учні з сусідніх сіл: Жовнино, Кліщинці, Тимченки, а інколи й Москаленки. Тоді в школі навчалось більше ніж 400 учнів. З 1989 року школу відвідують лише вереміївські діти. Кількість учнів у цей період сягнула 240.
Протягом 1959—1966 років директором був Бондар Олексій Степанович, у 1966—1989 роках — Лукирич Володимир Гаврилович, а від 1989 року до 2006 року директорами школи працювали Євко Марія Миколаївна, Одноромаренко Тамара Петрівна та Гарань Віктор Петрович.
У 2006 році на базі Вереміївської ЗОШ I-III ступенів та дитячого навчального закладу створено Вереміївський навчально-виховний комплекс «Дошкільний навчальний заклад — загальноосвітня школа I-III ступенів» Чорнобаївської районної ради Черкаської області. Директором НВК у 2006—2012 роках була Гарань Ірина Олексіївна, від 2012 року й дотепер директором працює Ткаченко Валентина Андріївна. Нині у НВК навчається 133 учні.

### Медицина
Відомо, що 1885 року у Вереміївці була повитуха та два фельдшери. З інформації, поданої у «Прикладках до звіту Золотоніській земельній управі за 1912 рік» дізнаємося, що будівництво приміщення Вереміївської лікарні розпочалося наприкінці XIX століття на земельній ділянці площею в 1 десятину (приблизно 1,09 га), відведеної у 1892 році козацькою громадою села та функціонувала вона аж до переселення у 1959 році. На території лікарні були господарські будинки, льодовня, льох та сарай, де розташовувався морг, комора та відділення для зберігання дров. Приблизно третину відведеної для лікарні площі займають двір з будівлями, сад та город.
Будувалась лікарня за ініціативи і під наглядом першого лікаря Вереміївки Семенова Михайла Семеновича, що прибув до села за направленням із Петербурга. Доречно нагадати, що це приміщення лікарні було збудоване у центрі села (куток Старий базар), а збоку від нього. Це вже згодом центр села перемістився до лікарні на новий базар.
У 1904 році до Вереміївської медичної дільниці входило 7 поселень з населенням у 17 668 осіб. 1904 року народилося 647 немовлят, а померло 328 осіб. Лікарня була розрахована на 16 ліжок, а обслуговували пацієнтів — один лікарі та троє фельдшерів. Прийнято хворих — 8 064 особи при загальній чисельності у 16 447 відвідань.
З фельдшерів відомі Родіон Батечко, який працював на посаді більше 40 років, за що у 1913 році був нагороджений повітовим урядом Золотоноші грошовою премією у 500 карбованців та Трохим Вовченко.
1910 року помер засновник та перший лікар Вереміївки Семенов М. С. і через цю сумну звістку Золотоніський повіт 19 грудня 1910 року скликав надзвичайну сесію земського зібрання, на якій вшанували пам'ять Семенова М. С., а також його ім'я присвоїли Вереміївській лікарні. 9 квітня 1912 року полишив службу (звільнився) лікар Зубашев й до 16 червня того ж року Вереміївською дільницею завідував лікар Жовнинської лікарні Пелехов, а від 16 липня — працював лікар Б. Н. Черіковський.
Головна будівля лікарні після реконструкції того ж року складалося з приймального покою для амбулаторних хворих, аптеки і аптечної комори, маніпуляційної кімнати, кімнати фельдшера, де розміщується персонал лікарні (ординаторська), чотирьох лікарняних палат, ванної кімнати, вбиральні, кухні та приміщення центральної телефонної станції. Також одне з приміщень було призначене для фельдшерки-акушерки. Інфекційне відділення складалося із однієї палати, розрахованої на чотирьох хворих, ванної кімнати, кімнати для чергового фельдшера, кухні, двох сіней (коридорів) та комори. Вбиральні при цьому відділенні не було, вхід до кімнати чергового фельдшера була через палату та ванну кімнату. У лікарні відсутня операційна кімната, кімнати для стерилізації, комори для дезінфекції речей формаліном, пральні, приміщення для нижчого персоналу, ванної кімнати для персоналу, цейхгауза та лабораторії (кабінету для лікаря). Аптечна комора мала та темна. В діючих палатах головного приміщення була можливість лікувати стаціонарно лише 14 хворих, а загалом лікарня була розрахована на 22 ліжка.
В такому стані Вереміївська лікарня була напередодні першої світової війни. Мабуть, у такому або ще гіршому стані вона була й напередодні Жовтневого перевороту 1917 року.
У 1960-х роках в селі працювала лікарня, розрахована на 50 ліжок. Нині в селі діє Вереміївська дільнична лікарня, якою керує В. І. Сердюченко.

### Зв'язок
Відомо, що 1910 року приміщення центральної телефонної станції містилося в будівлі Вереміївської лікарні. На той час у Вереміївці було лише чотири абоненти, що телефонні апарати. Один на пошті, другий у волості, третій у лікарні і четвертий у члена Золотоніської земської управи Дібрівного.

## Відомі люди
Серед уродженців Вереміївки багато відомих відомих особистостей — українських митців правників, політиків, учасників національно-визвольних та світових воєн, української революції (1917—1921) тощо. Ще наприкінці 1960-х — початку 1970-х років серед уродженців села було 12 кандидатів та докторів наук. Серед величезного списку відомих вереміївців, у першу чергу слід назвати:
- Бойко Володимир Миколайович — український поет, художник, працював редактором газети «Сільські вісті», у видавництві «Наукова думка».
- Гладкий Ярослав Михайлович — художник-гравер, що винайшов свій унікальний метод різьби по дереву, аналогів якому немає у світі — дереворит в позитиві.
- Грущенко Сергій Олександрович — український графік і живописець, член Національної Спілки художників України, учасник всеукраїнських та закордонних художніх виставок.
- Филон Джалалій — полковник прилуцький, черкаський, кропивнянський, дипломат, один з видатних полководців Визвольної війни та сподвижник Богдана Хмельницького.
- Душейко Петро Григорович — український політик, народний депутат України ІІ скликання (1994—1998), заслужений працівник сільського господарства України, почесний голова асоціації «Незалежне об'єднання сільськогосподарських підприємств Чорнобаївського району Черкаської області».
- Зобенко Олександр Григорович — український журналіст та літератор.
- Зобенько Григорій Панасович — поет, учасник Другої світової війни.
- Казидуб Михайло Васильович — український поет, журналіст, прозаїк.
- Колінько Іван Іванович — поет, учасник Другої світової війни. Нагороджений багатьма державними нагородами.
- Лавров Федір Іванович — український фольклорист та дослідник кобзарства.
- Лукирич Володимир Гаврилович — педагог, нагороджений значком «Відмінник народної освіти УРСР», медаллю «За доблесну працю», учасник Другої світової війни, грамотами міністерства освіти СРСР та УРСР, голова спілки ветеранів с. Вереміївка, директор Вереміївської середньої школи (1966—1989).
- Недяк Володимир Володимирович — український мистецтвознавець, художник, видавець, фотожурналіст, історик, етнограф, режисер кіно і телебачення, збирач українських старожитностей. Засновник і генеральний директор приватного історико-етнографічного музею-скансену «Козацькі землі України», створеного ним 2004 року на мальовничих полях край рідної Вереміївки[29].
- Несуканий Олексій Іванович — поет, вчитель математики і креслення та заступник директора з навчально-виховної роботи Вереміївської школи (1980—2004).
- Однороманенко Олександр Феодосійович — поет, обліковець, бухгалтер Вереміївської сільської ради. Учасник Другої світової війни. Брав участь в трьох проривах однієї з найбільших стратегічних наступальних операцій радянських військ — операції «Багратіон».
- Савченко Семен Васильович — поет-гуморист.
- Черкащенко Микола Миколайович (нар. 1959) — український правник, суддя Вищого господарського суду УкраЇни, Заслужений юрист України, член Ради суддів господарських судів України[30].
- Шиманська Наталя (літературне псевдо — Ганна Забіяка-Богунська) — український науковець-радіофізик, кандидат фізико-математичних наук, директор Асоціації демократичного розвитку самоврядування України (від 1991), очолює Фундацію місцевої демократії та європейської інтеграції імені Ю. Панейка (від 2002). Депутат Київської міської ради трьох скликань (1994, 1998, 2002), віце-президент Комітету з питань сталого розвитку в Палаті місцевих влад Конґресу місцевих і регіональних влад Європи, поетеса, письменниця, художниця.

В селі перебували:
- Силін Леонід Андрійович — радянський військовик, юрист, секретар та член військового трибуналу однієї із радянських стрілецьких дивізій, лікар, який на часі німецької окупації, створив у Вереміївці підпільний військовий шпиталь для радянських військовополонених. Розстріляний 7 березня 1942 року разом з усім медперсоналом шпиталю[16][31]. За радянських часів піонерській організації Вереміївської ЗОШ було присвоєне його ім'я, а на фасаді школи встановлене пано, на честь Силіна Л. А. У 1967 році радянський письменник Сергій Смірнов у авторській збірці «Страницы народного подвига» присвятив його подвигу цілу главу — «Госпиталь в Еремеевке»[15]. 1986 року режисером Д. Салинським за сюжетом книги написаний сценарій та на кіностудії «Мосфільм» відзнято художню стрічку «Я сделал всё, что мог»[32].